# 紅鑽魚屬
紅鑽魚屬又稱濱鯛屬，為刺尾鯛目笛鯛科的一屬，傳統上歸類於鱸形目。

## 分類
本屬屬於濱鱸亞科，並包含5個種：
- 鮑氏紅鑽魚 Etelis boweni Andrews, Fernandez‐Silva, Randall & Ho, 2021
- 紅鑽魚 Etelis carbunculus Cuvier, 1828：又稱濱鯛。
- 絲尾紅鑽魚 Etelis coruscans Valenciennes, 1862：又稱長尾濱鯛。
- 大西洋紅鑽魚 Etelis oculatus (Valenciennes, 1828)
- 多耙紅鑽魚 Etelis radiosus Anderson, 1981：又稱大口濱鯛。

## 外部連結
- 维基共享资源上的相關多媒體資源：紅鑽魚屬